# Американське метеорологічне товариство
Американське метеорологічне товариство (англ. American Meteorological Society, AMS) — наукове товариство, метою якого є дослідження, отримання і просування інформації та освіта в області атмосферних та пов'язаних з ними океанічних та гідрологічних наук.
Товариство було засноване в 1919 році та зараз нараховує понад 14 тис. членів, у тому числі студентів, професорів, інших науковців та ентузіастів метеорології. Товариство видає сертифікацю консультантам-метеорологам та метеорологам, що працюють на американському радіо і телебаченні. Також товариство видає дев'ять наукових журналів (друкованих та онлайн), оприлюднює офіційні публікації щодо наукових питань в своїй області експертизи, щороку проводить 12 тематичних наукових конференцій та спонсирує інші програми і служби.